# Samvel Yervinyan

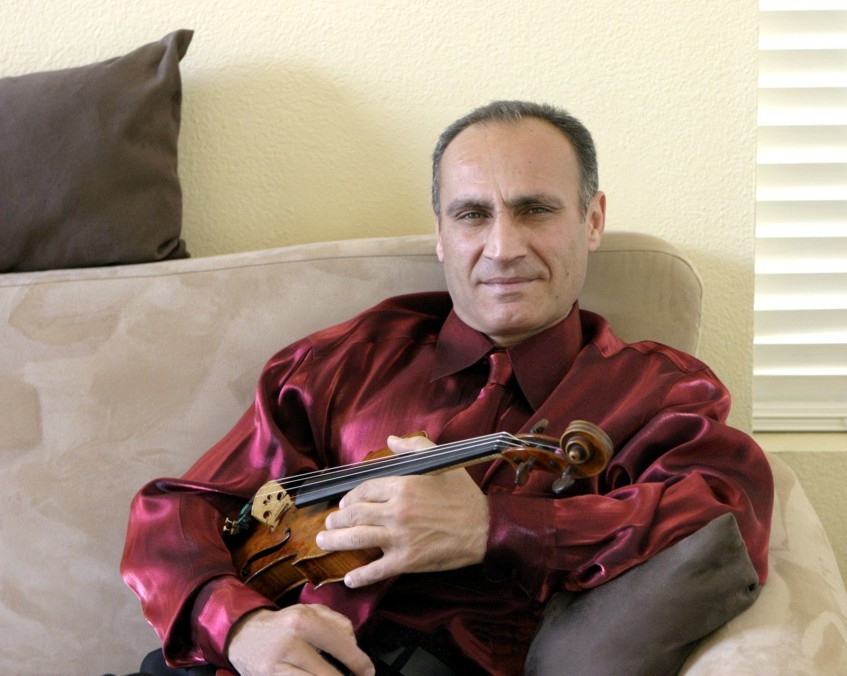
Samvel Yervinyan

Samvel Yervinyan (Armeens: Սամվել Երվինյան) (Jerevan, 25 januari 1966) is een muzikant en componist. Hij speelt de viool. Hij begon zijn studie toen hij zeven jaar oud was aan de Spenderian muziekschool onder de begeleiding van Armen Minasian. In de competities waaraan hij deelnam werd hij altijd eerste in zijn leeftijdsgroep. Hij speelde Henry Vieuxtemps 2e concert op zijn afstudeerdag en kreeg een staande ovatie van alle leden van de faculteit. Hij vervolgde zijn studie aan Tsjaikovskis Conservatorium onder leiding en begeleiding van Maestro Edward Dayan. Bij zijn afstuderen speelde hij een aantal klassieke composities waaronder Bachs Adagio en fuga in G Minor, viool van Mozart concert nr. 5 in A Major, Paganini Caprice nr. 21 in A Major, en Sarasate's Gypsy Melodies. In 1993 behaalde Yervinyan zijn doctoraat aan de Yerevan State Musical Conservatorium in Armenië. 
In 2003 en 2004 speelde hij met de Ethnicity wereldtournees van Yanni, evenals met de Yanni Live! The Concert Event en Yanni Voices tournees.